# Hermanos al Rescate
Hermanos al Rescate (en inglés: Brothers to the Rescue) fue un escuadrón de aviadores civiles cubano-estadounidenses y una organización de ayuda humanitaria formado por exiliados cubanos y personas de diversas nacionalidades que fue ampliamente conocido por su oposición al gobierno de Fidel Castro.
El grupo se formó en 1991 declarándose como una organización «humanitaria» que tenían el objetivo de ayudar y rescatar a los balseros que trataban de emigrar de Cuba y de "apoyar los esfuerzos del pueblo cubano a liberarse de la dictadura a través del uso de la no violencia".
El gobierno cubano por el contrario los acusa de estar implicadas en actos terroristas. En el curso de muchos vuelos a lo largo de la década de 1990 el grupo de aviones hizo repetidas incursiones ilegales del espacio aéreo perteneciente al territorio cubano. Las mismas fueron consideradas violaciones del espacio aéreo por parte de Cuba, mientras que Hermanos al Rescate declaró que se trataba de «actos de resistencia legítima contra el gobierno».
En 1996, dos aviones Cessna 337 Skymaster de Hermanos al Rescate fueron derribados por la Fuerza Aérea Cubana. Los derribados no estaban bélicamente equipados, pero habían sido intimados a retirarse por las FF.AA. cubanas antes de disparar. La organización afirmó que esto sucedió cuando no se encontraban en espacio aéreo cubano, mientras que el gobierno cubano afirma que sí estaban sobrevolando dentro del espacio aéreo cubano.
En el derribo fallecieron tres ciudadanos norteamericanos: Armando Alejandre Jr., Carlos Costa y Mario de la Peña, junto a un residente cubano, Pablo Morales, que años antes había sido rescatado por Hermanos al Rescate.

## Sucesos
El derribo de dos aviones de Hermanos al Rescate fue una acción militar tomada por  el gobierno de Cuba y ejecutada por la Fuerza Aérea Cubana el 24 de febrero de 1996, que consistió en derribar a dos Cessna 337 Skymaster civiles pertenecientes a la organización Hermanos al Rescate. Según el gobierno habían ingresado repetidas veces al espacio aéreo cubano sin autorización de las autoridades cubanas, sobrevolando en forma rasante la ciudad de La Habana, capital de Cuba, y lanzando panfletos antigubernamentales, un tercer avión logró escapar de los cazas cubanos. El lugar físico donde fueron derribados los aviones ha sido objeto de controversias.

## Antecedentes
La organización Hermanos al Rescate se había fundado declarándose con el propósito de auxiliar a los emigrantes cubanos que viajaban en balsas hacia Estados Unidos durante el Periodo especial, utilizando avionetas Cessna. Según el gobierno cubano, a partir de 1994 comenzaron a incursionar en el territorio nacional y a efectuar acciones tales como dejar caer pancartas y folletos de propaganda antigubernamental sobre La Habana o llamando a una sublevación popular. El gobierno cubano los acusó entonces de violar las leyes sobre la privacidad en el espacio aéreo.

## Incidente internacional

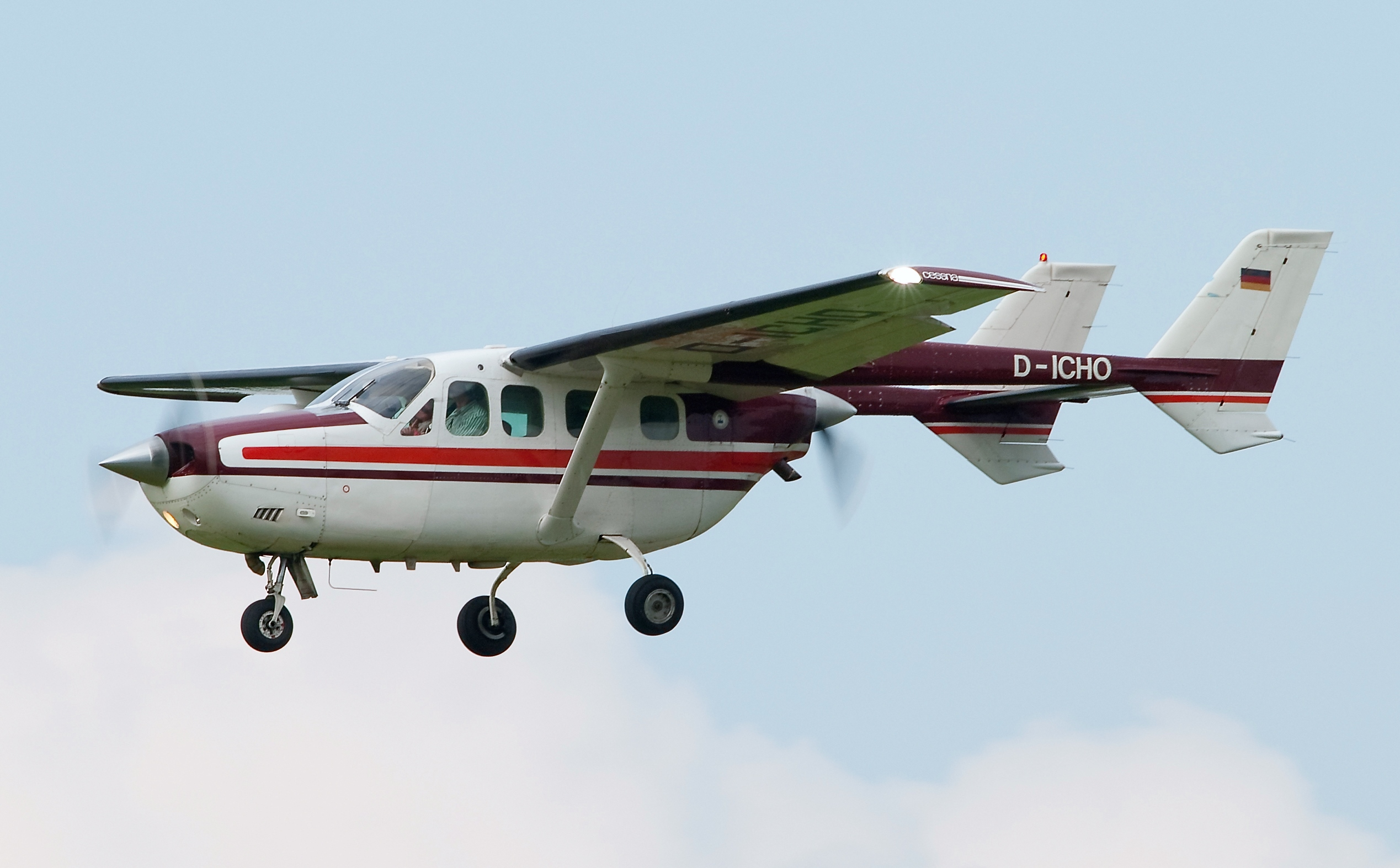
Cessna 337 Skymaster similar a las derribadas por los MiGs cubanos el 24 de febrero de 1996

El 24 de febrero, motivo del aniversario del reinicio de las luchas por la independencia, partieron del aeropuerto de Opa Locka tres Cessna 337 Skymaster hacia Cuba. El gobierno de la isla ordenó la salida de un MiG-29UB 900 y un MiG-23 para interceptar a los aviones.

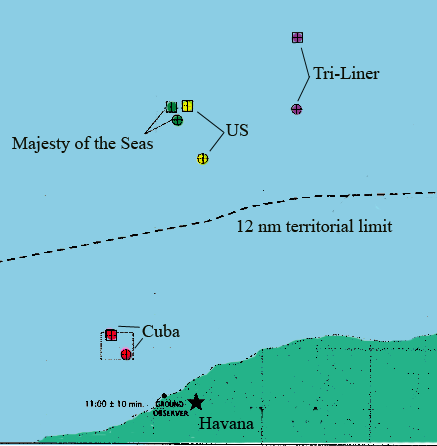
Mapa que muestra la localización de los aviones de Hermanos al Rescate poco antes del ataque.

A partir de ese momento, el relato ha sido objeto de contradicciones. Los opositores y residentes en Miami argumentan que fueron derribados en aguas internacionales, mientras que el gobierno de Cuba afirma que el hecho ocurrió en espacio cubano. Primeramente se lanzó una bengala mientras ya era perceptible la presencia de los cazas supersónicos. Los aviones solicitaron resguardo a la Fuerza Aérea de los Estados Unidos, pero el gobierno de ese país no lo autorizó. Fueron derribadas dos avionetas con misiles aire-aire que no dejaron ningún tipo de restos de las aeronaves. El líder de la organización, Basulto, logró escapar. El último avión de la organización fue vendido en 2008 y el dinero donado a los damnificados cubanos por los huracanes.

## Recordatorio a 15 años
El jueves 24 de febrero de 2011 se hizo la Noche de vigilia con velas en el "Brothers to the Rescue" Memorial de la Ciudad de Hialeah Gardens, Florida, como homenaje al Escuadrón Civil de Aviadores "Hermanos al Rescate" y a los 4 pilotos fallecidos, luego de 15 años.
Fue organizado por el programa radial "La Fonomanía" de Clásica 92.3 FM de Miami y con el aval de la Alcaldía de la Ciudad de Hialeah Gardens y el Estado de la Florida.